# Хемера
Хемера (грч. Ἡμέρα,  = „дан“) је у грчкој митологији персонификација Дана, односно дневне светлости. 

### Митологија
Била је кћерка Ереба, бога вечне таме и богиње ноћи Никс. У каснијим предањима она је кћи Хаоса, а сестра Ноћи, Мрака и Светлости. Са Етером или Ураном она је изродила нека божанства попут Целуса, Хермеса и Афродите. 
Попут њеног брата и љубавника, Етера, није активно учествовала у митологији и култу. Хигин наводи Урана, Геју и Таласу као њихову децу, а Хесиод само Таласу. Према Хесиоду, Хемера је напустила Тартар кад је Никс дошла у њега. Касније је поистовећена са богињом Еојом.